# Тайлер Джордж
Тайлер Джордж (англ. Tyler George) — американський керлінгіст, олімпійський чемпіон, медаліст чемпіонатів світу.
Золоту олімпійську медаль та звання олімпійського чемпіона Джордж виборов на Пхьончханській олімпіаді 2018 року, граючи третім у команді Джона Шустера.

## Виноски
1. ↑  Результати на сайті результатів і статистики Всесвітньої федерації керлінгу (чоловічий турнір) (англ.)